# Andreas von Riaucour
Andreas von Riaucour (Varsavia, 10 gennaio 1722 – Monaco di Baviera, 28 ottobre 1794) è stato un nobile, politico e diplomatico tedesco.

## Biografia
Nato nel 1722, figlio unicogenito del banchiere e consigliere del governo a Varsavia, Peter Riaucour (1693–1775) e di sua moglie Franziska Witthoff, Andreas discendeva da una dinastia che aveva ottenuto la nobiltà trasmissibile con suo padre nel 1741. Suo nonno era emigrato dalla Lorena (in Francia) in Polonia.
Andreas von Riaucourt studiò in Francia, al collegio dei gesuiti di Lione, portandosi poi all'Università di Parigi per studiare legge, laureandosi nel 1743, intraprendendo in seguito la carriera diplomatica. Nel 1748 divenne chargé d'affaires dell'elettore di Sassonia presso la Corte Elettorale del Palatinato a Mannheim, divenendone ambasciatore nel 1750 ed infine consigliere privato ed inviato straordinario nel 1752. Alla corte dell'elettore Carlo Teodoro del Palatinato fu uno dei diplomatici più rispettati ed influenti, al punto che l'elettore di Sassonia lo destinò anche come ambasciatore presso l'Elettorato di Colonia (1756-1762) e presso l'Elettorato di Treviri (1762).
Il 1º ottobre 1754 venne elevato al rango di conte imperiale in occasione del suo matrimonio con Henriette Luise von Wrede († 1793), figlia del ministro del Palatinato Ernst von Wrede. Oltre a tre figlie, da questo matrimonio nacque un solo figlio maschio, Adam Heinrich Peter (1761–1762), che però morì infante.
Già dal 1751, von Riaucour aveva acquistato il castello di Putzkau in Sassonia ed a partire dal 1772 acquistò altre proprietà a Mannheim tra cui un palazzo di residenza (distrutto poi durante la seconda guerra mondiale) dove riporre la sua preziosa collezione di dipinti che comprendevano opere di Cranach, Holbein, Rubens, Van Dyck, Rembrandt van Rijn, Tischbein.
Andreas von Riaucour rimase al suo incarico a Mannheim per 30 anni e si trasferì successivamente col resto del governo a Monaco di Baviera nel 1778 quando la capitale venne spostata. I rapporti di legazione che inviò costantemente a Dresda costituiscono ancora oggi un'importante fonte sulla storia del Palatinato elettorale sotto il governo di Carlo Teodoro e furono pubblicati integralmente per la prima volta nel 1912. Come rappresentante della Sassonia elettorale, prese parte all'elezione e all'incoronazione dell'imperatore Leopoldo II a Francoforte sul Meno nel 1790.
Alla sua morte, Andreas von Riaucour venne sepolto accanto alla moglie nella Frauenkirche di Monaco, nella cripta del capitolo della cattedrale.